# ジェルトリュード・ダルザス
ジェルトリュード・ダルザス（フランス語：Gertrude d'Alsace, 1135年 - 1186年）は、サヴォイア伯ウンベルト3世の妃、のちユーグ3世・ドワジーと再婚した。

## 生涯
ジェルトリュードはフランドル伯ティエリー・ダルザスとその2番目の妃シビーユ・ダンジューの次女として生まれた。正確な生年月日は不明である。

### 最初の結婚
ジェルトリュードは1155年または1157年にサヴォイア伯ウンベルト3世の2番目の妃となった。
しかし、2人の間に子供が生まれなかったため結婚は解消された。その2年後、ウンベルト3世は家臣から圧力を受け、クレメンティア・フォン・ツェーリンゲンと3度目の結婚をした。

### 2度目の結婚
ジェルトリュードはモー子爵ユーグ3世・ドワジーと再婚した。この結婚により、ジェルトリュードの兄マチューが死去し、長兄フランドル伯フィリップが庶子ティエリーを除いて他に男子相続人がいないまま死去した場合、ユーグ3世がフランドル伯位の継承者となった。しかしこの結婚は近親婚であったため解消された。フランドル伯フィリップが死去した後、フランドル伯位はジェルトリュードの姉マルグリットが継承した。
ジェルトリュードは1175年ごろにカンブレーの城代（châtelaine）として印章に記されている。

### 晩年
ジェルトリュードは2度目の離婚の後、現在のパ＝ド＝カレーにあったメシーヌ修道院の修道女となった。没年に関しては諸説あるが、1175年、1182年あるいは1186年とされている。